# Glen Thomson
Glen Thomson (Dunedin, 12 de juliol de 1973) va ser un ciclista neozelandès. Guanyador de dues medalles, una medalla d'or, als Jocs de la Commonwealth, i d'un campionat nacional en ruta.

## Palmarès en pista
- 1995
  - 1r als Sis dies de Nouméa (amb Serge Barbara)
- 1998
  - Medalla d'or als Jocs de la Commonwealth en puntuació

### Resultats a laCopa del Món en pista
- 2000
  - 1r a Ipoh, en Puntuació

## Palmarès en ruta
- 2000
  -  Campió de Nova Zelanda en ruta